# Lucido Conti
Lucido Conti (Roma, 23 de outubro de 1388 - Bolonha, 9 de setembro de 1437) foi um cardeal do século XV.

## Primeiros anos
Nasceu em Roma em 1388. Do ramo Valmontone da família. Dos signori da Poli. Terceiro dos oito filhos de Ildebrandino Conti e Caterina di Sangro, sobrinha do Cardeal Gentile di Sangro (1378). Seu primeiro nome também está listado como Lucio. Sua família deu à Igreja os papas Inocêncio III, Gregório IX, Alexandre IV e Inocêncio XIII. Tio do Cardeal Giovanni Conti (1483). Tio-avô do Cardeal Francesco Conti (1517). Outros cardeais da família foram Giovanni dei conti di Segni (1200); Ottaviano dei conti di Segni (1205); Carlo Conti (1604); Giannicolò Conti (1664); e Bernardo Maria Conti (1721).
Criado pseudocardeal diácono de S. Maria in Cosmedin no consistório de 6 de junho de 1411. Participou do Concílio de Constança e do conclave de 1417, que elegeu o Papa Martinho V. Ele foi a Tivoli com o papa em 17 de junho de 1421; ficou até 28 de julho; e voltou em 27 de agosto; partiu novamente, por motivos de saúde, em 19 de julho de 1422 e em 3 de setembro de 1423; retornou no dia 2 de dezembro seguinte. Cardeal protodiácono em outubro de 1427.
Participou do conclave de 1431, que elegeu o Papa Eugênio IV. Camerlengo do Sagrado Colégio dos Cardeais, 1431-1437. Com o cardeal Giordano Orsini, ele foi encarregado pelo Papa Eugênio IV de receber o Sacro Imperador Romano Sigismundo, que estava a caminho de Roma para ser coroado pelo papa; a coroação ocorreu lugar em 31 de maio de 1433. Abade commendatario do mosteiro beneditino de S. Nicola di Calamitis, diocese de Reggio, por volta de 1432; renunciou ao cargo em 19 de junho de 1433. Arcipreste da basílica patriarcal de Latrão em 1434. Ele foi notado em Roma em 26 de fevereiro de 1435. Legado em Bolonham, onde quase foi morto durante uma revolta; ele se retirou para Ímola; voltou para Bolonha e morreu naquela cidade. Enterrado na igreja dos Servitas de Bolonha.